# Камехо, Ореоль
Ореол Камехо (исп. Oreol Camejo Durruthy; 22 июля 1986 года) — российский волейболист, доигровщик клуба «Зираатбанк».

## Карьера
До 2009 года выступал в чемпионате Кубы. Привлекался в сборную, в составе которой завоевал несколько бронзовых трофеев. Участник квалификационного турнира к Олимпиаде — 2008.
В 2009 году Ореол отправился в бразильский чемпионат, где начал играть за «Волей Футуре» — два сезона в этой лиге сделали из него игрока высокого класса. В матчах Лиги Маскулино диагональный набирал в среднем по 20 очков. В сезоне 2011−2012 его команда в итоге заняла второе место.
Сезон 2012/13 года Ореол провёл в Южной Корее.
С 2013 по 2015 год выступал за новосибирской клуб «Локомотив». С 2018 по 2021 год — за питерский «Зенит».
В 2018 году Ореол Камехо получил российское гражданство, чтобы не считаться легионером в Чемпионате России.
Брат Ореола — Османи Камехо — также волейболист.

## Достижения
- Финалист Кубка России (2014).
- Серебряный призёр чемпионата России (2013/14, 2017/18).
- Серебряный призёр чемпионата мира по волейболу среди клубных команд (2013).